# Gariguichlag (Latchine)
Gariguichlag est un village de la région de Latchine en Azerbaïdjan.

## Histoire
En 1992-2020, Gariguichlag était sous le contrôle des forces armées arméniennes. Le 1er décembre 2020, le village repasse sous la souveraineté de l'Azerbaïdjan, comme l'ensemble du raion de Latchine, conformément à l'accord de cessez-le-feu du Haut-Karabakh.

## Population
La population du village est de 6000 personnes.

## Économie
La principale occupation de la population du village de Gariguichlag est l'élevage et le jardinage.

## Sources
Ali boulaghi, Maral boulaghi, Findiglinin boulaghi, Saghmal otunun boulaghi, Lazim boulaghi, Tazirin boulaghi, Tchir-tchirin boulaghi, Darvichali boulaghi, Yuzbachi boulaghi, etc.